# Europeiska frihandelsområden
|  | Medlemsstater i Efta |

|  | Tidigare medlemsstater i Efta |

|  | Medlemsstater i Cefta |

|  | Tidigare medlemsstater i Cefta |

|  | Tidigare medlemsstater i Bafta |

Europeiska frihandelsområden innefattar tre olika frihandelsområden som alla upprättades under andra halvan av 1900-talet:
- Europeiska frihandelssammanslutningen (Efta) (1960–)
- Centraleuropeiska frihandelsområdet (Cefta) (1992–)
- Baltiska frihandelsområdet (Bafta) (1994–2004)

Efta är det enda frihandelsblock som består av stater som inte har ett direkt uttalat intresse av att söka medlemskap i Europeiska unionen. Istället har dessa stater valt att endast delta i vissa delar av det europeiska samarbetet, till exempel den inre marknaden genom EES-avtalet och Schengensamarbetet genom särskilda associeringsavtal.
Bafta existerar inte längre som en konsekvens av att de tre baltiska staterna blev medlemmar i unionen den 1 maj 2004. Bulgarien och Rumänien samt Kroatien lämnade automatiskt Cefta den 1 januari 2007 respektive den 1 juli 2013 när även de blev medlemmar i unionen.
Ett nytt Cefta-frihandelsavtal, som ersatte det förra, skrevs under den 19 december 2006 av Albanien, Bosnien Hercegovina, Kosovo, Kroatien, Moldavien, Montenegro, Nordmakedonien och Serbien. På så sätt förnyades Cefta med helt nya medlemsstater efter att de flesta av dess tidigare medlemsstater hade blivit medlemmar i unionen.
Dessutom har EU ingått stabiliserings- och associeringsavtal med staterna på västra Balkan, som alla visat intresse av medlemskap i unionen. Dessa avtal innehåller frihandel mellan EU och de aktuella länderna. Avtalen har skrivits med Albanien, Bosnien Hercegovina, Kosovo, Montenegro, Nordmakedonien och Serbien. Flera av dessa länder har ansökt om medlemskap i unionen. Förhandlingar pågår med Montenegro och Serbien, vilket innebär att EU-rätten håller på att genomföras i dessa länder.

## Unionsrättens tillämplighet per stat
|                         | Stat och territorium                            | EU-rätten gäller fullt ut   | EU:s inre marknad | EU:s momsunion                          | EU:s tullunion                | Euro- samarbetet          | Schengen- samarbetet                  | Får arbeta i hela EU            | Alla i EU får arbeta här                  |
| ----------------------- | ----------------------------------------------- | --------------------------- | ----------------- | --------------------------------------- | ----------------------------- | ------------------------- | ------------------------------------- | ------------------------------- | ----------------------------------------- |
| Albanien                | Albanien                                        | Nej                         | Nej               | Nej                                     | Delvis tullfrihet             | Nej, ALL                  | Nej                                   | Nej                             | Nej                                       |
| Andorra                 | Andorra                                         | Minimalt                    | Nej               | Nej                                     | Tullfrihet, utom livsmedel    | Ja                        | Nej, men öppen gräns                  | Nej                             | Nej                                       |
| Bosnien och Hercegovina | Bosnien och Hercegovina                         | Nej                         | Nej               | Nej                                     | Delvis tullfrihet             | Nej, BAM                  | Nej                                   | Nej                             | Nej                                       |
| Island                  | Island                                          | Delvis                      | Ja                | Nej                                     | Tullfrihet, utom livsmedel    | Nej, ISK                  | Ja                                    | Ja                              | Ja                                        |
| Kosovo                  | Kosovo                                          | Nej                         | Nej               | Nej                                     | Nej                           | Ja, i praktiken           | Nej                                   | Nej                             | Nej                                       |
| Liechtenstein           | Liechtenstein                                   | Delvis                      | Ja                | Nej                                     | Tullfrihet, utom livsmedel    | Nej, CHF                  | Ja                                    | Ja                              | Ja                                        |
| Monaco                  | Monaco                                          | Ja, med undantag            | Delvis            | Ja                                      | Ja                            | Ja                        | Ja                                    | Nej                             | Nej                                       |
| Montenegro              | Montenegro                                      | Håller på att implementeras | Nej               | Nej                                     | Nej                           | Ja, i praktiken           | Nej                                   | Nej                             | Nej                                       |
| Nordmakedonien          | Nordmakedonien                                  | Nej                         | Nej               | Nej                                     | Delvis tullfrihet             | Nej, MKD                  | Nej                                   | Nej                             | Nej                                       |
| Norge                   | Norge                                           | Delvis                      | Ja                | Nej                                     | Tullfrihet, utom livsmedel    | Nej, NOK                  | Ja                                    | Ja                              | Ja                                        |
|                         | - Bouvetön och Drottning Mauds land*)           | Delvis                      | Ja                | Nej                                     | Nej                           | Nej, NOK                  | Nej                                   | Ja                              | Enligt norska regler                      |
|                         | - Svalbard                                      | Delvis                      | Nej               | Nej Inte heller i momsunion med Norge   | Nej                           | Nej, NOK                  | Nej                                   | Ja                              | Alla från fördragsländerna, inkl Ryssland |
| Ryssland                | Ryssland                                        | Nej                         | Nej               | Nej                                     | Nej                           | Nej, RUB                  | Nej                                   | Nej                             | Nej                                       |
|                         | - Saima kanal                                   | Nej                         | Nej               | Nej                                     | Nej(men turist-taxfree finns) | Formellt RUB De facto EUR | NejVisum krävs inte för EU-medborgare | Nej(i princip inga bosatta här) | Nej                                       |
| San Marino              | San Marino                                      | Minimalt                    | Nej               | Nej                                     | Ja                            | Ja                        | Nej, men öppen gräns                  | Nej                             | Nej                                       |
| Schweiz                 | Schweiz                                         | Delvis                      | Ja                | Nej                                     | Delvis tullfrihet             | Nej, CHF                  | Ja                                    | Ja                              | Ja                                        |
|                         | - Samnaun                                       | Delvis                      | Ja                | Nej Inte heller i momsunion med Schweiz | Delvis tullfrihet             | Nej, CHF                  | Ja                                    | Ja                              | Ja                                        |
| Storbritannien          | Storbritannien                                  | Nej                         | Nej               | Nej                                     | Nej                           | Nej, GBP                  | Nej                                   | Nej                             | Nej                                       |
|                         | - Akrotiri och Dhekelia                         | Nej                         | Undantag          | Ja                                      | Ja                            | Ja                        | Nej                                   | Ja                              | Ja                                        |
|                         | - Anguilla                                      | Nej                         | Nej               | Nej                                     | Nej                           | Nej, XCD                  | Nej                                   | Nej                             | Nej                                       |
|                         | - Bermuda                                       | Nej                         | Nej               | Nej                                     | Nej                           | Nej, BMD                  | Nej                                   | Nej                             | Nej                                       |
|                         | - Brittiska Jungfruöarna                        | Nej                         | Nej               | Nej                                     | Nej                           | Nej, USD                  | Nej                                   | Nej                             | Nej                                       |
|                         | - Caymanöarna                                   | Nej                         | Nej               | Nej                                     | Nej                           | Nej, KYD                  | Nej                                   | Nej                             | Nej                                       |
|                         | - Chagosöarna                                   | Nej                         | Nej               | Nej                                     | Nej                           | Nej, GBP                  | Nej                                   | Nej                             | Nej                                       |
|                         | - Falklandsöarna                                | Nej                         | Nej               | Nej                                     | Nej                           | Nej, FKP                  | Nej                                   | Nej                             | Nej                                       |
|                         | - Gibraltar                                     | Nej                         | Nej               | Nej                                     | Nej                           | Nej, GIP                  | Nej                                   | Nej                             | Nej                                       |
|                         | - Guernsey                                      | Nej                         | Nej               | Nej                                     | Nej                           | Nej, GGP                  | Nej                                   | Nej                             | Nej                                       |
|                         | - Isle of Man                                   | Nej                         | Nej               | Nej                                     | Nej                           | Nej, IMP                  | Nej                                   | Nej                             | Nej                                       |
|                         | - Jersey                                        | Nej                         | Nej               | Nej                                     | Nej                           | Nej, JEP                  | Nej                                   | Nej                             | Nej                                       |
|                         | - Montserrat                                    | Nej                         | Nej               | Nej                                     | Nej                           | Nej, XCD                  | Nej                                   | Nej                             | Nej                                       |
|                         | - Nordirland                                    | Delvis                      | Delvis            | Nej                                     | Delvis tullfrihet             | Nej, GBP                  | Nej                                   | Nej                             | Nej                                       |
|                         | - Pitcairnöarna                                 | Nej                         | Nej               | Nej                                     | Nej                           | Nej, NZD                  | Nej                                   | Nej                             | Nej                                       |
|                         | - Sankta Helena, Ascension och Tristan da Cunha | Nej                         | Nej               | Nej                                     | Nej                           | Nej, SHP                  | Nej                                   | Nej                             | Nej                                       |
|                         | - Sydgeorgien och Sydsandwichöarna              | Nej                         | Nej               | Nej                                     | Nej                           | Nej, GBP                  | Nej                                   | Nej                             | Nej                                       |
|                         | - Turks- och Caicosöarna                        | Nej                         | Nej               | Nej                                     | Nej                           | Nej, USD                  | Nej                                   | Nej                             | Nej                                       |
| Serbien                 | Serbien                                         | Håller på att implementeras | Nej               | Nej                                     | Delvis tullfrihet             | Nej, RSD                  | Nej                                   | Nej                             | Nej                                       |
| Turkiet                 | Turkiet                                         | Minimalt                    | Nej               | Nej                                     | Delvis tullfrihet             | Nej, TRY                  | Nej                                   | Nej                             | Nej                                       |
| Vatikanstaten           | Vatikanstaten                                   | Nej                         | Nej               | Nej                                     | Nej                           | Ja                        | Nej, men öppen gräns                  | Nej                             | Nej                                       |

*) Enligt Antarktisfördraget gäller varje lands lagar på respektive bas, och norska lagar alltså bara på norska baser.